# Roma Prenestina
Roma Prenestina (wł.: Stazione di Roma Prenestina) – stacja kolejowa w Rzymie, w regionie Lacjum, we Włoszech. Stacja posiada 1 peron. Stacja została przebudowa w związku z budową szybkiej kolei Rzym-Neapol.